# Robert Sapolsky
Robert Morris Sapolsky, född 6 april 1957 i Brooklyn i New York, är en amerikansk neuroendokrinologiforskare och författare. Han är professor i biologi och professor i neurologi och neurologiska vetenskaper vid Stanford University.